# Sinularia mayi
Sinularia mayi är en korallart som beskrevs av Lüttschwager 1914. Sinularia mayi ingår i släktet Sinularia och familjen läderkoraller. Inga underarter finns listade i Catalogue of Life.